# 72021 Лісунджі
72021 Лісунджі (72021 Yisunji) — астероїд головного поясу, відкритий 4 грудня 2000 року.
Тіссеранів параметр щодо Юпітера — 3,527.
Названо на честь корейського астронома часів династії Чосон Лі Сунджі (кор. 이순지, 李純之, Yi Sun-ji, 1406-1465).